# Amphidrina tibetica
Amphidrina tibetica är en fjärilsart som beskrevs av Max Wilhelm Karl Draudt 1950. Amphidrina tibetica ingår i släktet Amphidrina och familjen nattflyn. Inga underarter finns listade i Catalogue of Life.